# Чернавський
Черна́вський (рос. Чернавский) — селище у складі Кетовського району Курганської області, Росія. Входить до складу Введенської сільської ради.
Населення — 191 особа (2010, 120 у 2002).